# Charles-François-Alexandre de Cardevac de Gouy d'Havrincourt
Charles-François-Alexandre Cardevac de Gouy d'Havrincourt (né près de Péronne le 16 mars 1699 - mort  à Espira-de-l'Agly le 1er mars 1783), ecclésiastique, fut évêque d'Elne de 1743 à 1783.

## Biographie

### Origines familiales
Charles-François-Alexandre Cardevac de Gouy dit l'abbé d'Havrincourt est issu d'une ancienne famille noble de la province d'Artois. À cette famille appartiendra au XIXe siècle l'homme politique Alphonse de Cardevac d'Havrincourt.
Il nait au château de Boucly près de Péronne, fils de Pierre François de Cardevac, seigneur de Boucly, et de Lucie de La Myre.

### Études et apostolat
Il fait ses études et obtient une licence en droit civil et droit canon. Grand vicaire du diocèse de Noyon puis de l'archevêque de Cambrai, il est nommé en 1743 chancelier de l'université de Perpignan, « Inquisiteur de la Foi » et évêque d'Elne-Perpignan. Confirmé le 16 décembre et consacré en février suivant par l'archevêque de Cambrai, il réalise un très long épiscopat d'une quarantaine d'années au cours duquel dès 1759 il réduit à cinq le nombre de chanoines affectés à la célébration des offices à Elne et en 1777 il promulgue une constitution synodale interdisant aux ecclésiastiques du diocèse de fréquenter les cafés et les salles de spectacles.
En janvier 1779 il obtient la nomination d'un coadjuteur en la personne de son futur successeur et enfin en 1781/1782 le rattachement de l'abbaye de La Réale à la mense épiscopale. Il meurt dans le manoir campagnard des évêques à Espira-de-l'Agly et il est inhumé dans la cathédrale Saint-Jean-Baptiste de Perpignan.